# Håbo község
Håbo község (svédül: Håbo kommun) Svédország 290 községének egyike. Uppsala megyében található, székhelye Bålsta.

## Települések
A község települései:
| Település         | Népesség | Megjegyzés         |
| ----------------- | -------- | ------------------ |
| Bålsta            | 13430    | a község székhelye |
| Häggeby och Vreta | 219      |                    |
| Krägga            | 238      |                    |
| Råby              | 879      |                    |
| Slottsskogen      | 1431     |                    |
| Söderskogen       | 363      |                    |

## Népesség
| Lakosok száma | 20 040 | 21 083 | 21 564 | 21 934 | 22 019 | 22 344 | 22 765 | 22 974 | 22 973 | 23 052 |
|               | 2014   | 2017   | 2018   | 2019   | 2020   | 2021   | 2022   | 2023   | 2024   | 2025   |